# Roger E. Mosley

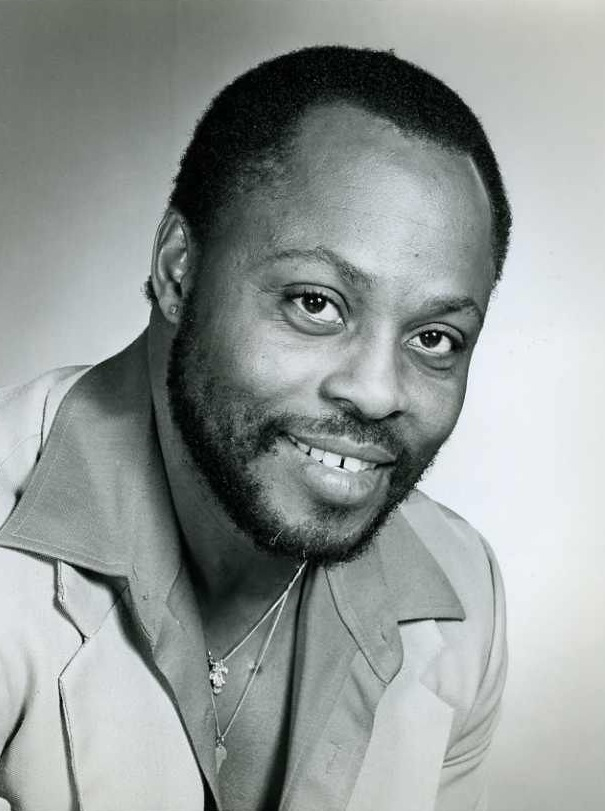
Roger E. Mosley (1980)

Roger Earl Mosley (* 18. Dezember 1938 in Los Angeles, Kalifornien; † 7. August 2022 ebenda) war ein US-amerikanischer Schauspieler, der vor allem durch die Rolle des Hubschrauberpiloten Theodore „T.C.“ Calvin in der Fernsehserie Magnum bekannt wurde.

## Leben
Mosley begann seine Schauspielkarriere 1971 mit Gastrollen in verschiedenen Fernsehserien. Mitte der 1970er Jahre hatte er Rollen in Spielfilmen wie McQ schlägt zu mit John Wayne, Mr. Universum, einem der ersten Filme von Arnold Schwarzenegger, sowie Ich bin der Größte mit Muhammad Ali.  Er trat auch in Blaxploitation-Filmen wie Hit Man – Todsicher (1972), Straßen zur Hölle (1973), Sweet Jesus, Preacherman (1973), Männer wie die Tiger (1973) und Darktown Strutters (1975) auf. 1976 spielte er die Titelrolle in Gordon Parks Leadbelly, in welchem er den Sänger Huddie William Ledbetter, genannt Leadbelly, verkörperte. Bis Ende der 1970er folgten weitere Gastauftritte in Fernsehserien.
Weltweite Bekanntheit erlangte er ab 1980 durch seine Rolle des T.C. in der Fernsehserie Magnum neben Tom Selleck und John Hillerman. Bis 1988 spielte er in 161 Episoden der Serie, führte bei einer Folge Regie und schrieb das Drehbuch zu einer anderen Folge. Nach dem Ende der Serie spielte er vorwiegend weitere Gastrollen. Zwischen 1999 und 2000 hatte er in 22 Folgen der Serie Rude Awakening – Nur für Erwachsene! die Rolle des Milton Johnson. Sein Schaffen umfasst rund 70 Produktionen für Film und Fernsehen. Zuletzt trat er 2021 in einer Folge von Magnum P.I. auf.
Mosley starb am 7. August 2022 im Alter von 83 Jahren im Cedars-Sinai Medical Center an den Folgen eines Autounfalls, bei dem er drei Tage zuvor verletzt worden war. Er hinterließ seine Frau Antoinette, mit der er fast 60 Jahre liiert war, sowie drei Kinder.

## Filmografie (Auswahl)
- 1971: Cannon (Fernsehserie, 1 Folge)
- 1972: Polizeirevier Los Angeles-Ost (The New Centurions)
- 1972: Hit Man – Todsicher (Hit Man)
- 1973: Straßen zur Hölle (The Mack)
- 1973: Sweet Jesus, Preacherman
- 1973: Männer wie die Tiger (Terminal Island)
- 1973: McQ schlägt zu (McQ)
- 1974: Kung Fu (Fernsehserie, 1 Folge)
- 1974: Die Straßen von San Francisco (The Streets of San Francisco, Fernsehserie, 1 Folge)
- 1974: Kojak – Einsatz in Manhattan (Kojak, Fernsehserie, 1 Folge)
- 1975: Darktown Strutters
- 1976: Mr. Universum (Stay Hungry)
- 1976: Leadbelly
- 1977, 1979: Starsky & Hutch (Starsky and Hutch, Fernsehserie, 2 Folgen)
- 1977: Ich bin der Größte (The Greatest)
- 1977: Detektiv Rockford – Anruf genügt (The Rockford Files, Fernsehserie, 1 Folge)
- 1977: Zwei ausgebuffte Profis (Semi-Tough)
- 1978: Der Mann in den Bergen (The Life and Times of Grizzly Adams, Fernsehserie, 1 Folge)
- 1979: Roots – Die nächsten Generationen (Roots: The Next Generations, Miniserie, 1 Folge)
- 1979: Sechs Männer aus Stahl (Steel)
- 1980–1988: Magnum (Magnum, p.i., Fernsehserie, 158 Folgen)
- 1987: Love Boat (The Love Boat, Fernsehserie, 1 Folge)
- 1990: Der Chaoten-Cop (Heart Condition)
- 1990–1991: You Take the Kids (Fernsehserie, 6 Folgen)
- 1991: Harrys wundersames Strafgericht (Night Court, Fernsehserie, 2 Folgen)
- 1992: Fatale Begierde (Unlawful Entry)
- 1992–1993: Echt super, Mr. Cooper (Hangin′ with Mr. Cooper, Fernsehserie, 10 Folgen)
- 1996: Mister Bombastic (A Thin Line Between Love and Hate)
- 1999: Rude Awakening – Nur für Erwachsene! (Rude Awakening, Fernsehserie, 20 Folgen)
- 2000: Walker, Texas Ranger (Fernsehserie, 1 Folge)
- 2003: The District – Einsatz in Washington (The District, Fernsehserie, 1 Folge)
- 2007: Las Vegas (Fernsehserie, 1 Folge)
- 2010: FCU: Fact Checkers Unit (Fernsehserie, 8 Folgen)
- 2019, 2021: Magnum P.I. (Fernsehserie, 2 Folgen)